# Aighton, Bailey and Chaigley
Aighton, Bailey and Chaigley is een civil parish in het bestuurlijke gebied Ribble Valley, in het Engelse graafschap Lancashire met 1307 inwoners.